# 表面張力波
表面張力波（英語：Capillary wave）是延著液體相邊界行進的波，其動力學及相速度是由表面张力的效應所決定，在水面上的表面張力波常稱為漣漪。
表面張力波是自然界常見的現象，其波長多半在數公分以內，而相速度約0.2-0.3公尺/秒。
若液體表面的波是受到表面张力、重力及液體慣性的影響，其波長會比較長，稱為重力-表面張力波（gravity–capillary waves）。一般的重力波波長會更長。
漣漪可能是在開放水體中由微風所產生，在開放海域中，由風產生的小漣漪可能會造成大的波濤。

## 色散关系
色散关系說明在波當中波长和頻率之間的關係。色散关系會出現在只受表面張力影響的純表面張力波中，也會出現在由重力和表面張力影響的重力-表面張力波中。

### 一般的表面張力波
在表面張力波中的色散关系是
{\displaystyle \omega ^{2}={\frac {\sigma }{\rho +\rho '}}\,|k|^{3},}
其中ω是角频率，σ是表面张力，ρ是較重流體的密度，ρ'是較輕流體的密度，k是波數。其波长為 
{\displaystyle \lambda ={\frac {2\pi }{k}}.}
若在流體和真空中的邊界，其色散关系簡化為是
{\displaystyle \omega ^{2}={\frac {\sigma }{\rho }}\,|k|^{3}.}

### 重力-表面張力波

在深水表面的重力-表面張力波（上方的密度為0，ρ′ = 0）。相速度及群速度除以後，會是相對波長倒數的函數
•藍線(A)：相速度，紅線(B)：群速度
•實線：重力-表面張力波色散关系。
•點線：深水重力波的色散關係
•虛點線：實際深水重力波的色散關係

一般而言，水也會受到重力的影響，因此稱為重力-表面張力波。若是無限深度的流體，其色散關係如下：
{\displaystyle \omega ^{2}=|k|\left({\frac {\rho -\rho '}{\rho +\rho '}}g+{\frac {\sigma }{\rho +\rho '}}k^{2}\right),}
其中{\displaystyle g}為重力場強度，{\displaystyle \rho }和{\displaystyle \rho '}分別是二種流體的密度{\displaystyle \rho >\rho '}。第一項的{\displaystyle (\rho -\rho ')/(\rho +\rho ')}因子是阿特伍德数。

#### 重力波的範圍
若波長較大（波數{\displaystyle k={\frac {2\pi }{\lambda }}}較小），主要會受第一項，重力波的影響。
若到極限時，波的群速度會是相速度的一半。若跟隨著某一個波群中的某一個波峰前進，會看到波在後面出現，成長，最後會在波群的前面消失。

#### 表面張力波範圍
若波長較小（波數較大，例如在水-空氣介面中，波數到達2 mm)，是表面張力波，情形恰好相反。跟隨著某一個波群中的某一個波峰前進，會看到波在前面出現，成長，最後會在波群的後面消失。在極限時，群速度會是相速度的1.5倍。

#### 相速度的最小值
在上述兩種極端條件之間，存在一個點，表面張力波產生的色散會和重力產生的色散相抵消。在該波長下，群速會等於相速，沒有色散。在該波長下，重力-表面張力波的相速有極小值。若波長遠大於臨界波長λm的波主要會受到表面張力影響，波長遠大於該值的波主要會受到重力影響。波長和最小相速度cm的關係如下：
{\displaystyle \lambda _{m}=2\pi {\sqrt {\frac {\sigma }{(\rho -\rho ')g}}}\quad {\text{and}}\quad c_{m}={\sqrt {\frac {2{\sqrt {(\rho -\rho ')\sigma g}}}{\rho +\rho '}}}.}
針對空氣–水的界面，{\displaystyle \lambda _{m}}約為1.7 cm（0.67英寸），{\displaystyle c_{m}}為0.23 m/s（0.75 ft/s）.。
若小石頭或是水滴落入液面，漣漪會以同心圓往外擴散，最後水面會靜止。漣漪的同心圓會出現焦散，對應最小相速

#### 原理
理查德·費曼曾提過：「[水波]是每一個人都可以看到的現象，也在基礎教育中用來做為波的例子[......]，但也是最壞的例子，[......]波可能會出現的複雜問題，在水波中都可可能出現。」。在重力-表面張力波的色散關係中，也會有類似的情形。
一般會假設重力-表面張力波的能量來源有三個：重力、表面张力及流體動力學。前兩個是勢能。在有關重力的部份，一般分析會假設流體的密度是定值（不可壓縮性），也會假設重力是定值（水波的高低還不足以造成重力顯著變化的程度）。有關表面張力，會假設表面的高度變化很小，針對一般水波，上述二個假設都可以成立。
能量來源的第三個是流體的动能，這部份最複雜，需要用流體動力學的技巧。此處會再假設不可壓縮性（若波的速度遠小於介質中聲速時成立），流場本身是保守向量场，因此流位流。

## 腳註
1. 1 2 3  Lamb (1994), §267, page 458–460.
2. ↑  Dingemans (1997), Section 2.1.1, p. 45.
Phillips (1977), Section 3.2, p. 37.
3. ↑  Falkovich, G. . Cambridge University Press. 2011. Section 3.1 and Exercise 3.3. ISBN 978-1-107-00575-4.
4. ↑  理查德·費曼, R.B. Leighton, and M. Sands (1963). '费曼物理学讲义. Addison-Wesley. Volume I, Chapter 51-4.
5. ↑  在Safran (1994)中有更細節的敘述 for a more detailed description.

## 外部連結

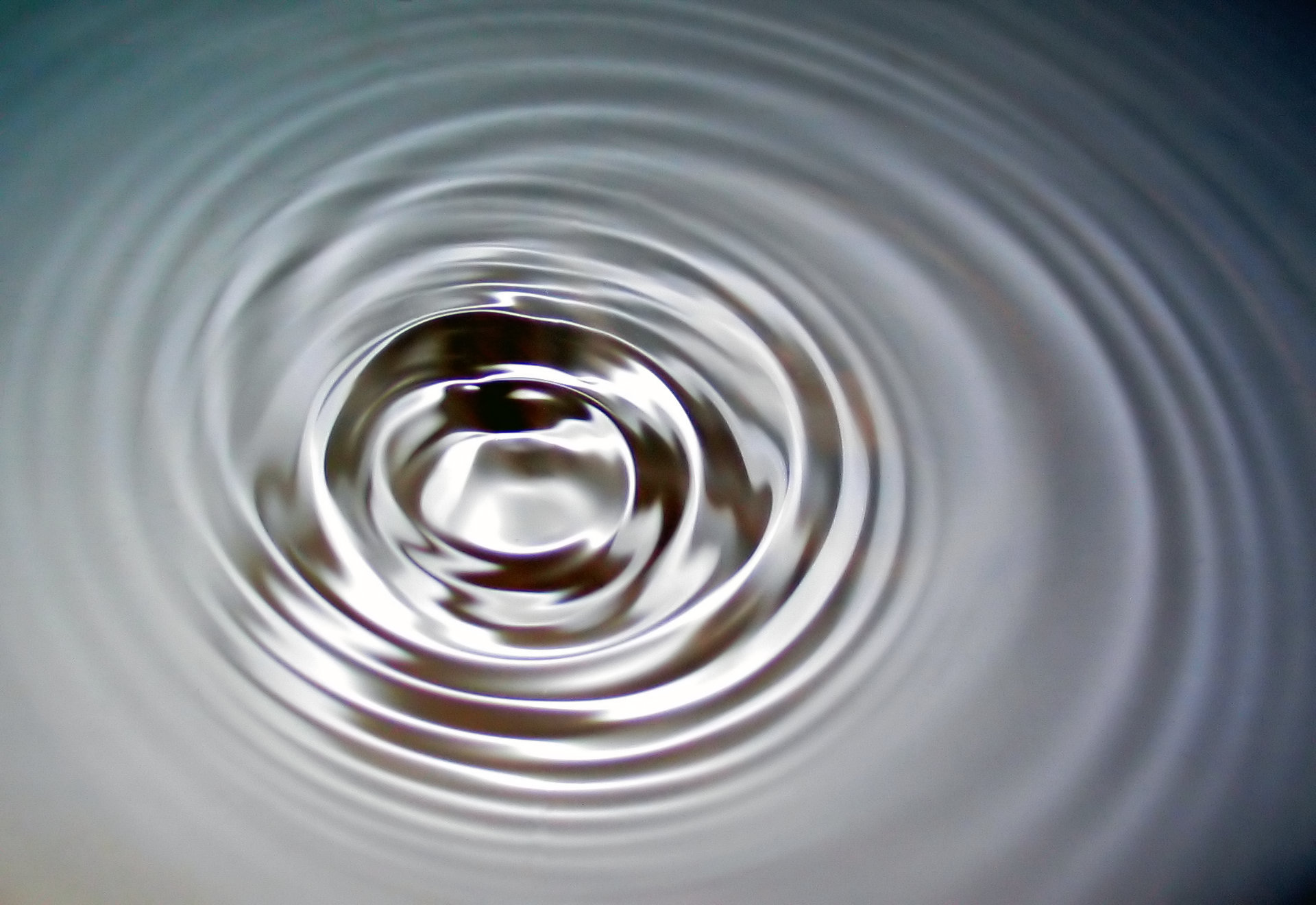
水面漣漪

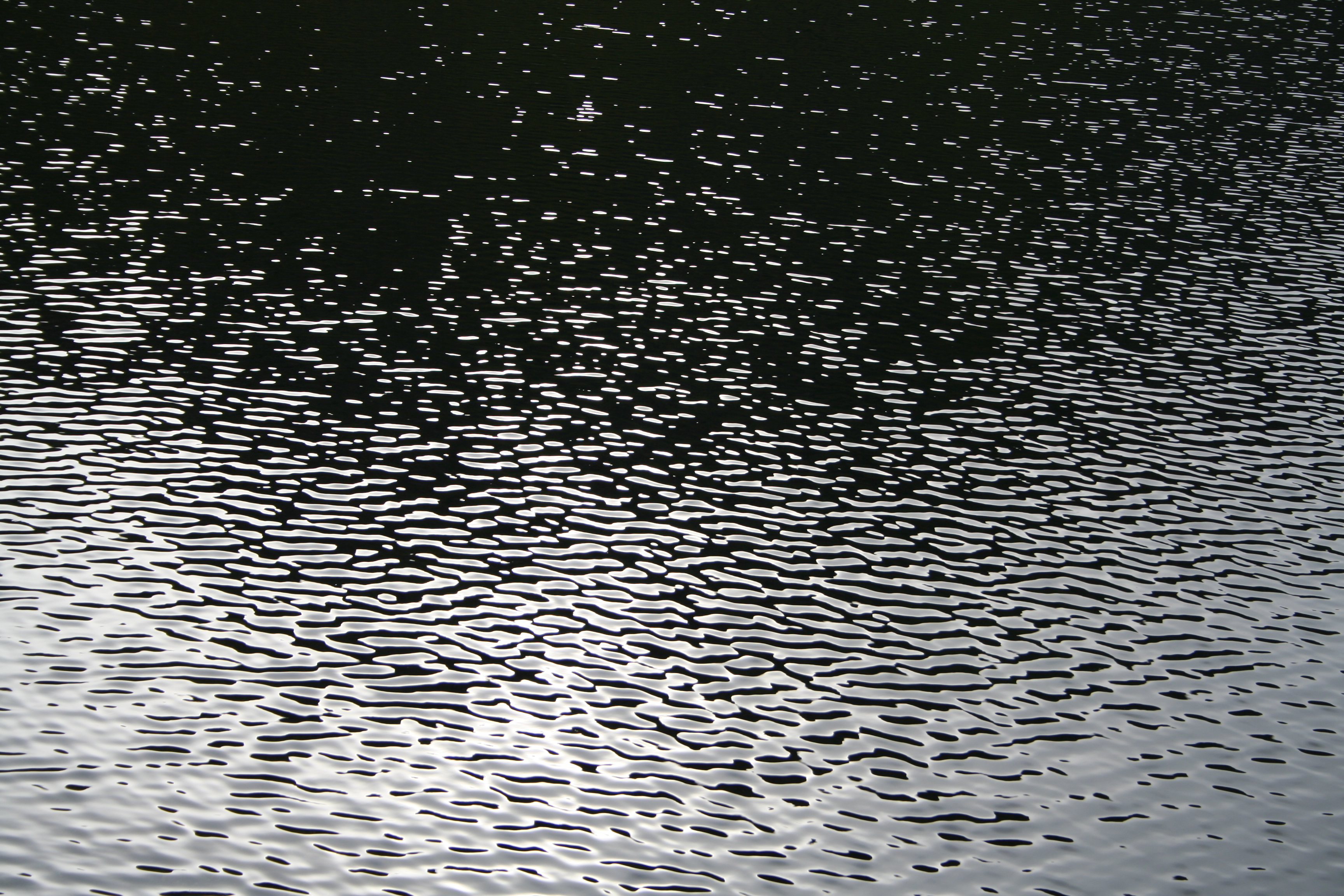
挪威厄克斯內斯Lifjord
的漣漪

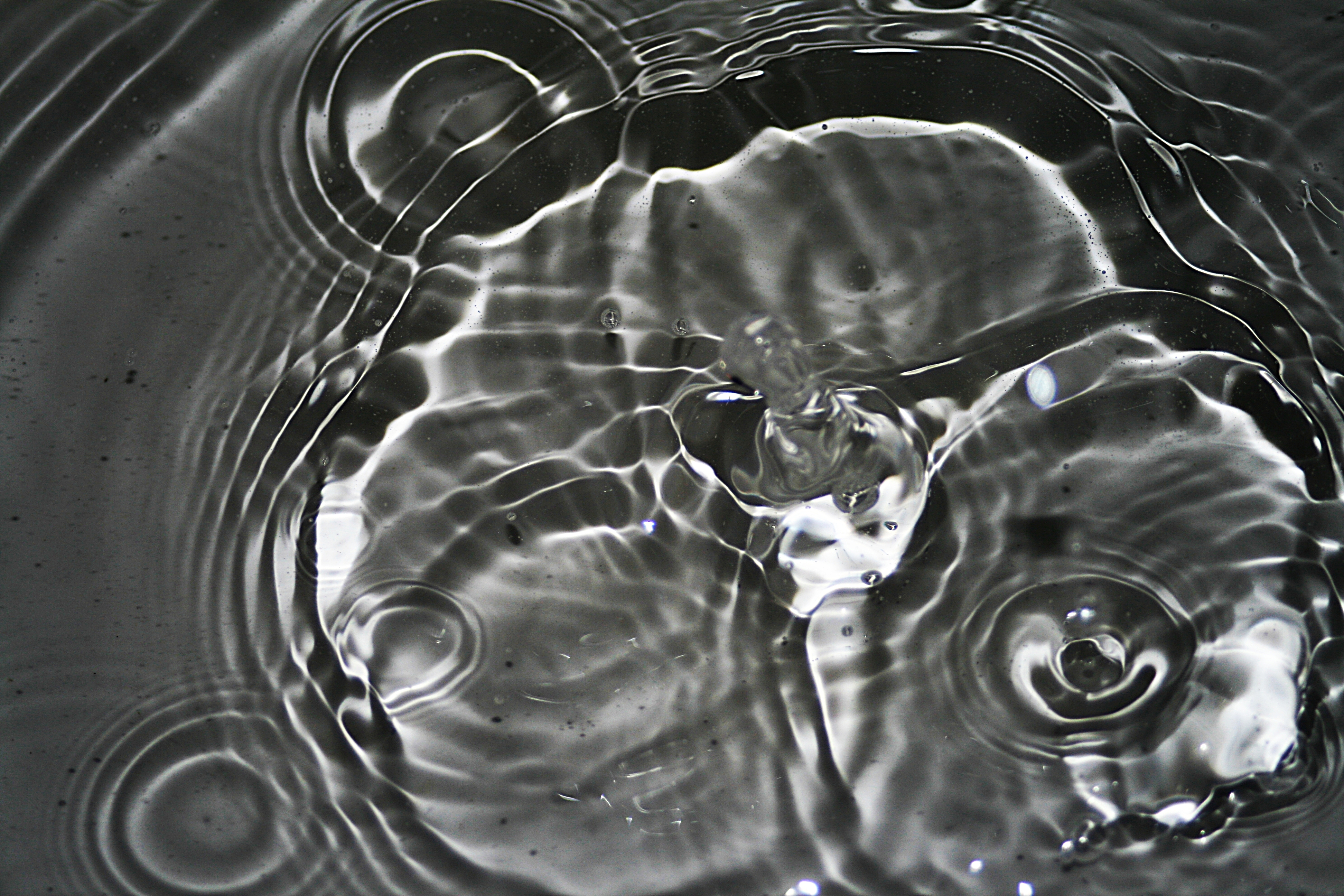
水滴產生的漣漪

- Capillary waves entry at sklogwiki （页面存档备份，存于）